# Dansk Melodi Grand Prix 2011
Dansk Melodi Grand Prix 2011 var den 41. udgave af Dansk Melodi Grand Prix, en sangkonkurrence afholdt siden 1957 af Danmarks Radio (DR). Konkurrencens formål var at finde den sang, der skulle repræsentere Danmark ved Eurovision Song Contest 2011 (ESC) i Tyskland. A Friend in Londons "New Tomorrow" vandt konkurrencen.
Konkurrencen blev afholdt den 26. februar 2011 i Ballerup Super Arena i Ballerup og blev sendt direkte på DR1, med Felix Smith og Lise Rønne som værter.
Sangen endte på en 5. Plads i finalen ved Eurovision Song Contest.

## Deltagere
Da fristen for at indsende bidrag til Dansk Melodi Grand Prix 2011 udløb den 5. oktober 2010, havde DR modtaget 663 bidrag. Et hemmeligt bedømmelsesudvalg vil udvælge seks af disse sange til at deltage i konkurrencen. Fire yderligere sange vil komme fra solister, som DR inviterer med på et wildcard. De 10 deltagere ved Dansk Melodi Grand Prix 2011 blev offentliggjort den 3. februar 2011. Heraf er Anne Noa, Stine Kinck og Jenny Berggren inviteret med på et wildcard.
| Nr. | Artist               | Sang                     | Komponist og tekstforfatter                                                   | Note  |
| --- | -------------------- | ------------------------ | ----------------------------------------------------------------------------- | ----- |
| 1.  | Anne Noa             | "Sleepless"              | John Gordon, Peter Bjørnskov, Lene Dissing                                    | Top 4 |
| 2.  | Jenny Berggren       | "Let Your Heart Be Mine" | Jeppe Federspiel, Thomas G:son, Lars Sjelle                                   |       |
| 3.  | Jeffrey              | "Drømmen"                | Lasse Lindorff, Svend Gudiksen, Daniel Fält, Kim Nowak-Zorde                  |       |
| 4.  | Le Freak             | "25 Hours a Day"         | Thomas G:son, Henrik Sethsson, Erik Bernholm                                  | Top 4 |
| 5.  | Sine Vig             | "You'll Get Me Through"  | Hanif Sabzevari, Henrik Janson                                                |       |
| 6.  | Stine Kinck          | "Hvad hjertet lever af"  | Søren "Pharfar" Schou, Rasmus Allin, Andreas "Fresh-I" Keilgaard, Stine Kinck | Top 4 |
| 7.  | Lee Hutton           | "Hollywood Girl"         | Sune Haansbæk, Matilde Kühl, Ian Mack                                         |       |
| 8.  | Christopher Brandt   | "Emma"                   | Christopher Brandt, Sisse Marie Søby                                          |       |
| 9.  | Kat & Justin Hopkins | "Black and Blue"         | Patric Jonsson, Joacim Övrenius, Justin Hopkins                               |       |
| 10. | A Friend in London   | "New Tomorrow"           | Lise Cabble, Jakob Glæsner                                                    | Top 4 |

## Afstemning
Showet bestod af en indledende runde hvor alle 10 deltagere fremførte deres sange.
Heraf blev fire sange stemt videre til en semifinale, hvor de dystede parvis om to pladser i den afgørende runde.
De fire semifinalister valgtes af seerne via SMS-afstemning og en fagjury bestående af  Bent Fabricius-Bjerre, Le Gammeltoft, Erann DD, Karen Rosenberg og Martin Brygmann. I semifinalen og i finalen var det udelukkende seernes stemmer, der afgjorde hvilke sange der gik videre til finalen.
|  | Semifinale                            |                                     |  | Finale |
|  |                                       |                                     |  |        |
|  |                                       |                                     |  |        |
|  |                                       |                                     |  |        |
|  | Anne Noa - "Sleepless"                |                                     |  |        |
|  |                                       |                                     |  |        |
|  | Stine Kinck - "Hvad hjertet lever af" |                                     |  |        |
|  | Anne Noa - "Sleepless"                |                                     |  |        |
|  |                                       |                                     |  |        |
|  |                                       | A Friend In London - "New Tomorrow" |  |        |
|  | Le Freak - "25 Hours a Day"           |                                     |  |        |
|  |                                       |                                     |  |        |
|  | A Friend In London - "New Tomorrow"   |                                     |  |        |